# Algemene Volkscongres (Jemen)
Het Algemene Volkscongres (Arabisch: المؤتمر الشعبي العام, Al-Mo'tamar Ash-Sha'abiy Al-'Aam; Engels: General People's Congress GPC) is de belangrijkste politieke partij van Jemen. De partij is na de moord op oud-president Ali Abdullah Saleh (2017), oprichter en leider van de GPC, uiteengevallen in drie concurrerende facties die verschillende kampen steunen tijdens de Jemenitische Burgeroorlog.
Het GPC werd op 24 augustus 1982 opgericht door president Ali Abdullah Saleh van Noord-Jemen als "politiek instituut" en niet als politieke partij omdat de grondwet van 1970 partijvorming expliciet verbood.. Het GPC begon echter steeds meer op een politieke partij te lijken gezien de partijstructuren en de instelling van een permanent secretariaat dat begon te fungeren als het bestuur van een partij. President Saleh, die voorzitter van het GPC werd, zou het GPC er geen specifieke ideologie op na houden en zou het onderdak gaan bieden aan figuren van verschillende politieke overtuiging. Als enige toegestane politieke beweging domineerde het GPC het parlement en waren alle ministers lid van de beweging. Na de eenwording van Noord- en Zuid-Jemen en de invoering van een meerpartijenstelsel in 1990 behield het GPC zijn leidende positie. Wel moest het GPC krachtens een overgangsregeling tot 1993 een coalitieregering aangaan met de Jemenitische Socialistische Partij (YSP), de tot 1988 in Zuid-Jemen enige partij. 
Sinds 1997 regeert het GPC zonder coalitiepartner. Protesten in 2011 en 2012 leidde tot het aftreden van president Saleh. Hij werd opgevolgd door Abd Rabbuh Mansur Al-Hadi, de huidige president van het land. Saleh bleef echter voorzitter van het GPC. Tijdens de Jemenitische Burgeroorlog kozen Saleh en een deel van het GPC in het geheim de kant van de Houthi's had gekozen en zich tegenover zijn opvolger als president al-Hadi had opgesteld. Later keerde Saleh zich tegen de Houthi's en bij een aanval van deze groepering werd hij in 2017 gedood. Een deel van het GPC bleef evenwel de kant van de Houthi's kiezen (geleid door Sadeq Ameen Abu Rass), terwijl de officiële GPC de regering van al-Hadi steunde. Een derde groepering van GPC'ers beschouwd zich als de erfgenaam van Saleh en keert zich zowel tegen de Houthi's als tegen al-Hadi. Deze groep staat onder leiding van Tareq Saleh, een neef van Saleh en Ahmed Saleh, zoon van Saleh. Deze groepering beschikt over een eigen militie.
Ideologisch is het GPC een brede volksbeweging. In partijpublicaties wordt gesproken van leidende beginselen die inhouden: wetgeving gebaseerd op Koran en sharia, republicanisme, constitutionalisme, politieke pluriformiteit, vrouwenemancipatie, economisch liberalisme, het in standhouden van stam- en familieverbanden en decentralisatie. Formeel is het GPC een Arabisch nationalistische partij. Het partijbestuur bestaat uit de traditionele elite van Jemen zoals sjeiks en stamhoofden, maar ook uit religieuze figuren, zakenlieden en kleine middenstanders. Legerofficieren nemen binnen het bestuur een voorname positie in. Door zowel het partijkader te rekruteren uit de traditionele notabelen en religieuze leiders als uit de nieuwe opkomende middenklasse slaagde Saleh erin om de wind uit de zeilen te houden van de Moslimbroederschap en conservatieven aan de ene kant als progressieve panarabisten aan de andere kant. 

## Verwijzingen
1. ↑  H.A.H. Al Yemeni:  The Dynamic of Democratisation – Political Parties in Yemen, Friedrich Ebert Stiftung, Toennes Satz + Druck GmbH, Erkrath 2003, p. 24. Gearchiveerd op 29 oktober 2021.
2. ↑  Ch. Schmitz, R.D. Burrowes: Historical Dictionary of Yemen, Rowman & Littlefield, Lanham / Boulder / New York / Londen 20183, p. 186
3. ↑  Schmitz, Burrowes 2018:186
4. ↑  Yemeni 2003:26